# Les Samouraïs de l'éternel
 (août 2020).
Si vous disposez d'ouvrages ou d'articles de référence ou si vous connaissez des sites web de qualité traitant du thème abordé ici, merci de compléter l'article en donnant les références utiles à sa vérifiabilité et en les liant à la section « Notes et références ».
Les Samouraïs de l'éternel (鎧伝サムライトルーパー, Yoroiden Samurai Torūpā) est une série d'animé.

## Synopsis
Arago, seigneur des démons, « empereur de l'outre-monde » (Yôjakai ), revient à la vie dans le Japon de la fin du XXe siècle, après un sommeil de 1 000 ans. Il envahit la ville de Tokyo et la place sous son contrôle, grâce aux pouvoirs qu'il possède. Il souhaite contrôler le monde réel (Ningenkai), mais son armure a été brisée en 9 parties, et il doit les réunir pour retrouver sa puissance d'autrefois. Le responsable de la défaite d'Arago, Kaosu, attribua à chaque partie une vertu essentielle de la pensée du Bushido ou du confucianisme : Jin, Gi, Rei, Shin, Chi, Chô, Kô, Tei, Nin. Chaque partie d'armure s'est changée en armure complète, chacune ayant une vertu et un élément associé.
L'Empereur de l'outre-monde en a récupéré quatre, qu'il a confié à des humains pour le servir ; les cinq autres sont utilisées par cinq jeunes gens qui vont s'opposer au plan d'Arago, aidés par l'ancien vainqueur d'Arago, Kaosu.

## Les personnages

### Les Samouraïs
Sanada Ryo
Sanada Ryo (anglais), Ryo Sanada (français).
Sa Vertu est la Vertu (Jin). Porteur de l'armure Rekka (Hi, du Feu ou Wildfire), leader des Samouraïs, porteur occasionnel de l'armure Kikôteï, il a un grand cœur mais c'est une tête brûlée.
Son armure rouge possède deux sabres (Rekkaken) comme arme. L'armure blanche Kikôtei possède deux autres sabres (Goretsuken) comme arme.
Hashiba Tôma
Rowen Hashiba (anglais) – Thomas Hashiba (français)
Sa Vertu est la Sagesse (ou la Vie dans la version anglaise) (Chi). Porteur de l'armure Tenku (de l'Air ou Strata), Tôma est le petit génie de la troupe (250 de Q.I), il aime bien avoir un plan avant de combattre. C'est un passionné d'Histoire. Il s'entend très bien avec Seji.
Son armure bleu foncé possède un arc (Shôhakyû) comme arme.
Date Seiji
Sage Date (anglais) - Sarki Date (français)
Sa Vertu est le Respect (ou la Sagesse dans la version anglaise) (Rei). Porteur de l'armure Kôrin (Hikari, de la Lumière ou Halo), Seji a un peu le même tempérament que Tôma, calme, posé, il s'énerve rarement mais lorsqu'il le fait, plus rien ne le retient. Il est également très populaire auprès des femmes (ce qui n'est pas forcément pour lui plaire...).
Son armure verte possède un sabre long (Kôrinken) comme arme.
Shu Lei Fang
Kento Rei Fang (anglais) – Rock Fang (français)
Sa Vertu est la Justice (Gi). Porteur de l'armure Kongo (Daichi, du Rock ou Hardrock), Shu est le personnage comique du groupe, toujours en train de manger. Dans les combats, il a tendance à foncer dans le tas sans réfléchir. C'est le seul des samouraïs à ne pas porter un nom japonais. Son meilleur ami est Shin.
Son armure orange possède une naginata (Kongôjô) comme arme.
Mouri Shin
Cye Mouri (anglais) – Yann Mori (français)
Sa Vertu est la Confiance (Shin). Porteur de l'armure Suiko (Mizu, du Torrent), c’est le plus âgé des Samouraïs mais peut-être le plus innocent (ce qui ne veut pas dire le plus faible), le médiateur. Il prend beaucoup sur lui mais lorsque ses émotions sortent, elles peuvent être aussi violentes qu'une tempête en mer. C'est le meilleur ami de Shu.
Son armure bleu clair possède un trident (Nijôyai) comme arme.

#### Les Amis
Yagyu Nasuti
Mia Koji (anglais) – Sandy Leux (français)
Cette jeune femme est d'une très grande aide aux Samouraïs, elle s'occupe des recherches pouvant les aider à lutter contre Arago.
Yamano Jun ("Jun" signifie innocence)
Yulie Yamano (anglais) – Tim (français)
C’est un petit garçon dont les parents ont été faits prisonniers. Les Samouraïs le prennent alors sous leur protection, il les considère comme ses grands frères (et Nasuti comme sa grande sœur.)
Kaosu
Ancient (anglais) – Kaos (français)
C’est le guide des Samouraïs et l’ennemi d’Arago qu’il a défait 1 000 ans auparavant ; c’est lui qui a séparé l’armure de l’Empereur en 9 parties. En attendant le combat final, il devint prêtre, accompagné de son tigre, Byakuen.
Byakuen
White Blaze (anglais) – Kraor (français)
C'est le tigre apprivoisé de Ryo, il accompagnait à la base Kaosu mais il lui a préféré le jeune homme. Il est très loyal et aime bien jouer, c’est également un bon défenseur.

### Les ennemis
Arago
Talpas (anglais) – Arkatakor (français)
Empereur du Monde de l’Apocalypse (Yojakai), il tente d’envahir la Terre mais pour retrouver sa pleine puissance, perdue il y a 1 000 ans à cause de Kaosu, il lui faut les 9 armures (celles des Samouraïs et celles des Mashô).
Kayura
Kayura est l’héritière de Kaosu mais enlevée étant petite par Arago, elle se rangea de leur côté et se battit avec acharnement contre les Samouraïs.
Badamon
C'est un des plus anciens serviteurs d'Arago, qui a pour charge de découvrir les secrets des armures et de l'armure suprême.
Yojas
Tojas (français)
Ce sont les soldats d'Arago, qui peut les invoquer en grand nombre (leur nombre dépend de l'étendue des pouvoirs de leur maître).
Jiryoushu
Esprits maléfiques (français)
Les esprits des mauvaises personnes mortes sur Terre peuvent canaliser l'énergie négative qu'Arago contrôle. Ils peuvent par leurs pouvoirs associés empêcher les Samouraïs de revêtir leurs armures, ou accroître les pouvoirs des démons.

#### Les Mashô
Shutendouji
Anubis Dohji (anglais) – Zebuth (français)
Sa Vertu est la Loyauté (Shû). Le Oni Mashô, Général des Démons, est le leader des Mashô, mais n’est pas fort apprécié par ses pairs. Il changera de camp après la mort de Kaosu.
Son armure "Oni" (Démon) possède une chaîne en métal (Jakigama), et a pour emblème l'ogre.
Nazha
Sekhmet (anglais) – Cyanor (français)
Sa Vertu est l’Obéissance (Tei). Le Doku Mashô, Général du Poison, est l’ennemi principal de Shin ; il déteste aussi cordialement Shuten qu’il cherche sans arrêt à humilier. C'est le Mashô qui utilise le plus la stratégie pour venir à bout des samouraïs.
Son armure "Doku" (Poison) possède six katanas (Jagaken), et a pour emblème le cobra.
Anubis
Cale (anglais) – Obscuror (français)
Sa Vertu est la Piété (Kô). Le Yami Mashô, le Général de l’Obscurité, est (assez logiquement) l’ennemi juré de Seji ; il aime bien être craint. Il deviendra le second leader des Mashô lorsque Shuten changera de camp.
Son armure "Yami" (Obscurité) possède 2 paires de sabres (Kokurôken), et a pour emblème le chacal.
Rajura
Dais (anglais) – Merlor (français)
Sa Vertu est l’Endurance (Nin). Le Gen Mashô, le Général de l’Illusion est cruel et manipulateur. C’est l’ennemi de Shu.
Son armure "Gen" (Illusion) possède une naginata à 6 lames (Musaku Naginata), et a pour emblème la mygale.

## Fiche technique
- Titre original (japonais) : Yoroiden Samurai Troopers (鎧伝サムライトルーパー Yoroiden Samurai Torūpā)
- Titre anglais : Ronin Warriors
- Producteur : Sunrise
- Année de production : 1988
- Arrivée en France : 2 mai 1990 (TF1 : Club Dorothée)
- Auteur : Hajime Yadate
- Nombre d'épisodes : 39
- Thèmes originaux:
  - Opening 1: Stardust Eyes (par Mariko Uranishi)
  - Ending 1: Faraway (par Mariko Uranishi)
  - Opening 2: Samurai Heart (par Hiroko Moriguchi)
  - Ending 2: Be Free (par Hiroko Moriguchi)
- Thème français : Chanté par Bernard Minet

### Noms de la série dans les pays de diffusion
- Japon : Yoroiden Samurai Torūpā (Yoroiden Samurai Troopers)
- France : Les Samouraïs de l'Éternel (mai 1990)
- Italie :  I cinque Samurai (1990)
- États-Unis : Ronin Warriors (1995)
- Espagne : Los Cinco Samurais (été 1995)
- Brésil : Samurai Warriors (1995)

## Épisodes

### Première saison
1. Menace sur la Terre
2. Première Victoire
3. Le Retour de Ryo
4. Le Piège
5. Que la lumière soit
6. L'Alliance de l'eau et du feu
7. Au cœur de la pierre
8. Illusions, illusions...
9. Les Esprits maléfiques
10. Enfin réunis
11. Un pas en avant
12. Un éclair dans les ténèbres
13. Le Doute
14. Le Grand Combat de Zebuth
15. Le Sacrifice de Kaos
16. L'Attaque du palais
17. La Fin des samouraïs
18. Le Triomphe d'Arkatakor
19. L'Ultime Victoire

### Deuxième saison
1. La Nouvelle Bataille
2. L'Éclat de l'armure
3. Le Défi de Spadassor
4. Le Grand Combat de Kraor
5. L'Envoyé d'Arkatakor
6. Le Doute général
7. Duel dans la nature
8. La Leçon
9. La Mystérieuse Karyura
10. Plus que deux
11. Le Monde du mal
12. L'Armure légendaire
13. Un plan démoniaque
14. Le Trésor secret
15. Le Dernier des samouraïs - 1re partie
16. Le Dernier des samouraïs - 2e partie
17. Un mystère de plus
18. Zebuth retrouve son armure
19. Tous contre Arkatakor
20. La Défaite du mal

## Doublage

### Voix françaises
- William Coryn : Ryo
- Daniel Lafourcade : Toma
- Gilles Laurent : Sarki, Merlor
- Marc François : Rock, Kaos, Obscuror
- Olivier Korol : Yann, Cyanor
- Laurence Crouzet : Sandy, Kayura
- Jackie Berger : Tim (les premiers épisodes)
- Magali Barney : Tim (voix principale)
- Jacques Richard : Arkatacor (1re voix), Zebuth (1re voix)
- Serge Bourrier : Arkatacor (2e voix), Zebuth (2e voix)
- Philippe Ogouz : Rock (voix de remplacement)
- Éric Legrand : Toma (voix de remplacement)
- Stéphanie Murat : Tim (voix de remplacement)
- Michel Barbey : Arkatacor (voix de remplacement)

## Suite
Une suite de la série originale a été annoncée le 11 juin 2025. Intitulée Yoroi Shinden Samurai Trooper, elle sera produite par Sunrise et réalisée par Yōichi Fujita. La sortie est prévue pour janvier 2026.